# Privadas de San Javier
Privadas de San Javier är en ort i Mexiko.   Den ligger i kommunen Mineral de la Reforma och delstaten Hidalgo, i den sydöstra delen av landet, 90 km nordost om huvudstaden Mexico City. Privadas de San Javier ligger 2 449 meter över havet och antalet invånare är 711.
Terrängen runt Privadas de San Javier är kuperad åt nordost, men åt sydväst är den platt. Runt Privadas de San Javier är det mycket tätbefolkat, med 1 135 invånare per kvadratkilometer. Närmaste större samhälle är Pachuca de Soto, 2,5 km nordväst om Privadas de San Javier. Omgivningarna runt Privadas de San Javier är i huvudsak ett öppet busklandskap.